# Dikgonnye
Dikgonnye é uma vila localizada no distrito de Kgatleng em Botswana. Possuía, em 2011, uma população estimada de 431 habitantes.